# 太然寺
太然寺（たいねんじ）は、岡山県岡山市北区大安寺西町にある日蓮宗寺院。山号は岩根山。旧本山は京都妙覚寺、奠師法縁。

## 歴史
奈良時代の天平年間（729年‐749年）、大安寺（南都七大寺の一つ）の荘園を管理するための支院として創建されたという。室町時代初頭に、岩根山太然禅寺と称する禅宗寺院となる。戦国時代を迎えた永禄4年（1561年）備前国守護の松田一族によって、顕彰院日堯を開山に日蓮宗に改宗された。

## 伽藍
- 本堂　嘉永元年（1848年）再建された。
- 帝釈堂（庚申堂）　文化4年（1807年）再建。
- 山門　宝暦8年（1758年）再建。山内では現存最古の建築。
- 鐘楼　明治22年（1889年）建立された。
- 客殿　昭和5年（1930年）再建。書院建築。
- 法持大明神堂　平成9年（1997年）再建。大安寺西町、野山を中心とする地域の守護神。

## 歴代住持
- 日遵（12世）
- 日逢（17世）
- 日静（18世）
- 日董（28世）

## 参考資料
- 日蓮宗寺院大鑑編集委員会『宗祖第七百遠忌記念出版 日蓮宗寺院大鑑』 大本山池上本門寺 (1981年)